# Williams Reyes
Williams Enrique Reyes Rodríguez (nacido el 30 de octubre de 1976 en La Ceiba , Honduras) es un futbolista profesional salvadoreño nacido en Honduras. Actualmente juega en el AD Municipal Juayúa de la Segunda División ES.

## Carrera

### Carrera en equipos
Reyes comenzó su carrera profesional en Deportes Savio, pero en 2000 cruzó la frontera salvadoreña para jugar para Dragón.
Después de solo un año, pasó a FAS , con el que ganaría 5 títulos de la liga nacional.
En 2005, se unió a Isidro Metapán para ganar tres títulos más, solo para unirse a FAS en 2009 y agregar otro campeonato.
En enero de 2014, Reyes dejó FAS para reunirse con Dragón , pero cambió de lealtad y se unió a su rival local Águila para la temporada Clausura 2015.
En junio de 2021 se incorpora nuevamente al CD Aspirante de Jucuapa

### Carrera en la selección
Reyes jugó una vez para su Honduras natal contra una Liga de Hong Kong XI durante la Copa Carlsberg 2004, pero nunca jugó en ningún partido oficial reconocido por la FIFA para ellos.
De hecho, hizo su debut con Selección de El Salvador en un partido de clasificación de la Copa Mundial de Fútbol de junio de 2008 contra Panamá y ha ganado un total de 17 partidos, sin marcar goles.
Representó a su país de adopción en 10 partidos para la Clasificación para la Copa Mundial de Fútbol  jugó en la Copa de Oro de la Concacaf 2009.
Su último partido internacional fue un partido de Clasificación de Concacaf para la Copa Mundial de Fútbol de 2010 de octubre de 2009 contra Honduras.